# Rudolf av Burgund

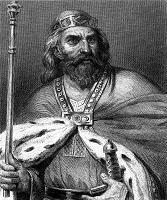
Rudolf av Burgund

Rudolf av Burgund, född omkring 890, död 15 januari 936, var hertig av Burgund 921–923 och frankisk robertingisk kung 923–936.
Rudolf ärvde hertigdömet Burgund av sin far Rikard av Burgund men valdes efter bara två år till frankerrikets kung av en grupp adelsmän som alternativ till den fallne Robert I av Frankrike. Rudolf överlät Burgund till sin yngre bror Hugo den svarte  och han kröntes 13 juli 923 i Soissons.
Med hjälp av Heribert II av Vermandois störtade Rudolf den karolingiske kungen Karl den enfaldige som dog i sitt fängelse 929. Som kung var det viktigt för Rudolf att motarbeta den mäktige Heribert II:s maktsträvanden. Hans inflytande växte sig allt starkare och han skulle knappast ha tvekat att liera sig med Henrik I av Sachsen eller Rudolf II av Burgund.
Rudolf hade goda egenskaper som regent mot blev tvungen att använda dem till att säkra sin legitimitet som kung, i synnerhet i Akvitanien och Katalonien. Provence gick förlorat och de lokala prinsarna börja slå egna mynt.
Vid Rudolfs död var kungamakten så illa däran att Hugo den vite föredrog att hämta in en karolinger. Rudolf av Burgund efterträddes av Ludvig från andra sidan havet.
Rudolf gifte sig med Emma av Frankrike, syster till Hugo den vite, hertig av Paris, men fick ingen avkomma.